# Eparchia rubcowska
Eparchia rubcowska – jedna z eparchii Rosyjskiego Kościoła Prawosławnego, z siedzibą w Rubcowsku. Wchodzi w skład metropolii ałtajskiej.
Utworzona 5 maja 2015 postanowieniem Świętego Synodu, poprzez wydzielenie z eparchii barnaułskiej. Obejmuje część Kraju Ałtajskiego.
Ordynariuszem eparchii jest biskup rubcowski i alejski Roman (Korniew).
Eparchia dzieli się na cztery dekanaty:
- alejski;
- pospielichiński;
- rubcowski;
- zmieinogorski[2].

W eparchii rubcowskiej działają także męskie monastery: Kazańskiej Ikony Matki Bożej w Korobiejnikowie oraz św. Dymitra w Alejsku.